# Еди Бон
Еди Бон (Београд, 28. септембар 1970) је српски астрофизичар и виши научни сарадник на Астрономској опсерваторији у Београду. Бави се активним галаксијама (квазарима), изучавањем зрачења региона у близини супермасивних црних рупа и двојних супермасивних црних рупа . У оквиру ових истраживања, недавно је, заједно са тимом коаутора, открио прву спектроскопски двојну орбиту супермасивних црних рупа у центру активне галаксије NGC 4151, са периодом орбите од 15.8 година .